# Kévin Diaz (football, 1988)
Pour les articles homonymes, voir Diaz et Kévin Diaz.
Ne doit pas être confondu avec le footballeur français né en 1983 Kévin Diaz.
Kévin Diaz, né le 18 août 1988 à Istres, est un footballeur français qui évolue au poste de milieu offensif au Istres FC.

## Biographie

### Ses débuts
Formé à l'AS Monaco, il signe son premier contrat professionnel en 2008, un an après avoir été champion de France des réserves. Ayant fait la préparation avec les pros, Diaz fut titularisé en match amical face à l'Olympique lyonnais, où il occupait le flanc gauche.
Il dispute son premier match en L1 le 30 août 2008 en remplacement de Jerko Leko (70e) à l'occasion d'un déplacement à Grenoble (4e journée, défaite 1-0). Ayant quelques bonnes prestations notamment contre l'OGC Nice (1-0) en Coupe de France, Diaz reste un élément important du centre de formation et du futur de l'ASM. Peu après il se fera opérer d'une pubalgie qui l'éloignera des terrains pendant 3 mois.
Bloqué par Alonso, Nenê et Mollo notamment, Kévin Diaz est prêté pour la saison 2009-2010 à l'AC Ajaccio. Il joue pour la première fois sous ces nouvelles couleurs face au Stade lavallois en coupe de la ligue et marque le premier but de sa carrière contre le Tours FC. Le 27 novembre 2009, il s'offre un doublé face au Nîmes Olympique (2-0).
De retour sur le Rocher en 2010, il est à nouveau prêté pour une saison au FC Metz. Lors de la 4e journée Ligue 2 de la saison 2010-2011, Kévin Diaz inscrit son premier but au FC Metz contre Vannes OC. En septembre, il est victime d'une rupture des ligaments croisés qui l'éloigne des terrains pendant plusieurs mois. Il fait son retour en avril 2011 et inscrit 2 buts dont celui décisif pour le maintien des Grenats contre Istres.
Il est annoncé en prêt au FC Nantes en juin 2011 mais un problème avec le président Waldemar Kita empêche l'opération de se conclure. Il est donc de retour à Monaco pour la reprise de l'entraînement. Mais le 8 août 2011, il retourne au FC Metz pour un nouveau prêt d'une saison. Pour sa seconde année en Lorraine, il dispute une saison complète mais le club descend en National à la fin du championnat. Diaz rentre une nouvelle fois en Principauté où il n'entre pas dans les plans du club.

### OGC Nice
Le 4 septembre 2012, il résilie son contrat et s'engage avec l'OGC Nice pour une saison plus deux en option. Il joue son premier match avec l'OGCN le 6 octobre suivant contre le Stade de Reims en étant titulaire. Il ne joue que onze matchs lors de cette saison.

### Tours FC
Peu titularisé durant la saison 2012-2013 et arrivant en fin de contrat, il est laissé libre par le club niçois en juin 2013. Il s'engage alors avec le Tours FC en fin de mercato. Titulaire dès les premiers matchs contre Clermont Foot 63 en coupe de la Ligue et l'AS Nancy il devient rapidement un titulaire indiscutable avant de disparaître en fin de saison. Il retrouve les terrains la saison suivante mais ne retrouve jamais une place de titulaire indiscutable au sein de l'effectif tourangeau.

### Red Star
Le 25 juillet 2015, mis à l'essai depuis plusieurs jours, il s'engage avec le Red Star. Il joue son premier match avec l'équipe francilienne dès la première journée contre l'US Créteil en entrant en jeu en fin de match à la place de Florian Makhedjouf.

## Statistiques détaillées
| Saison                | Club                  | Championnat           | Championnat | Championnat | Coupe nationale | Coupe nationale | Coupe de la Ligue | Coupe de la Ligue | Total | Total |
| Saison                | Club                  | Division              | M.          | B.          | M.              | B.              | M.                | B.                | M.    | B.    |
| 2008-2009             | AS Monaco             | Ligue 1               | 4           | 0           | 1               | 0               | -                 | -                 | 5     | 0     |
| 2009-2010             | AC Ajaccio (prêt)     | Ligue 2               | 28          | 4           | 3               | 1               | 2                 | 0                 | 33    | 5     |
| 2010-2011             | FC Metz (prêt)        | Ligue 2               | 15          | 3           | -               | -               | -                 | -                 | 15    | 3     |
| 2011-2012             | AS Monaco             | Ligue 2               | 1           | 0           | -               | -               | -                 | -                 | 1     | 0     |
| 2011-2012             | FC Metz (prêt)        | Ligue 2               | 26          | 3           | 3               | 1               | -                 | -                 | 29    | 4     |
| 2012-2013             | OGC Nice              | Ligue 1               | 8           | 0           | 2               | 0               | 1                 | 0                 | 11    | 0     |
| 2013-2014             | Tours FC              | Ligue 2               | 14          | 1           | -               | -               | 2                 | 0                 | 16    | 1     |
| 2014-2015             | Tours FC              | Ligue 2               | 20          | 0           | 1               | 0               | 1                 | 1                 | 22    | 1     |
| 2015-2016             | Red Star FC           | Ligue 2               | 20          | 0           | 1               | 0               | 1                 | 0                 | 22    | 0     |
| Total sur la carrière | Total sur la carrière | Total sur la carrière | 136         | 11          | 11              | 2               | 7                 | 1                 | 154   | 14    |